# نوعثمانی‌گری
نوعثمانی‌گری یا عثمانیسم نو یا نِئوعثمانیسم (به ترکی استانبولی: Yeni Osmanlıcılık) یک ایدئولوژی سیاسیِ ترکی‌ست، امپیریالیست، و بازپیوندخواهی که در معنای وسیع‌تر، حامی همکاری بیشتر درون مناطق امپراتوری عثمانی سابق است.

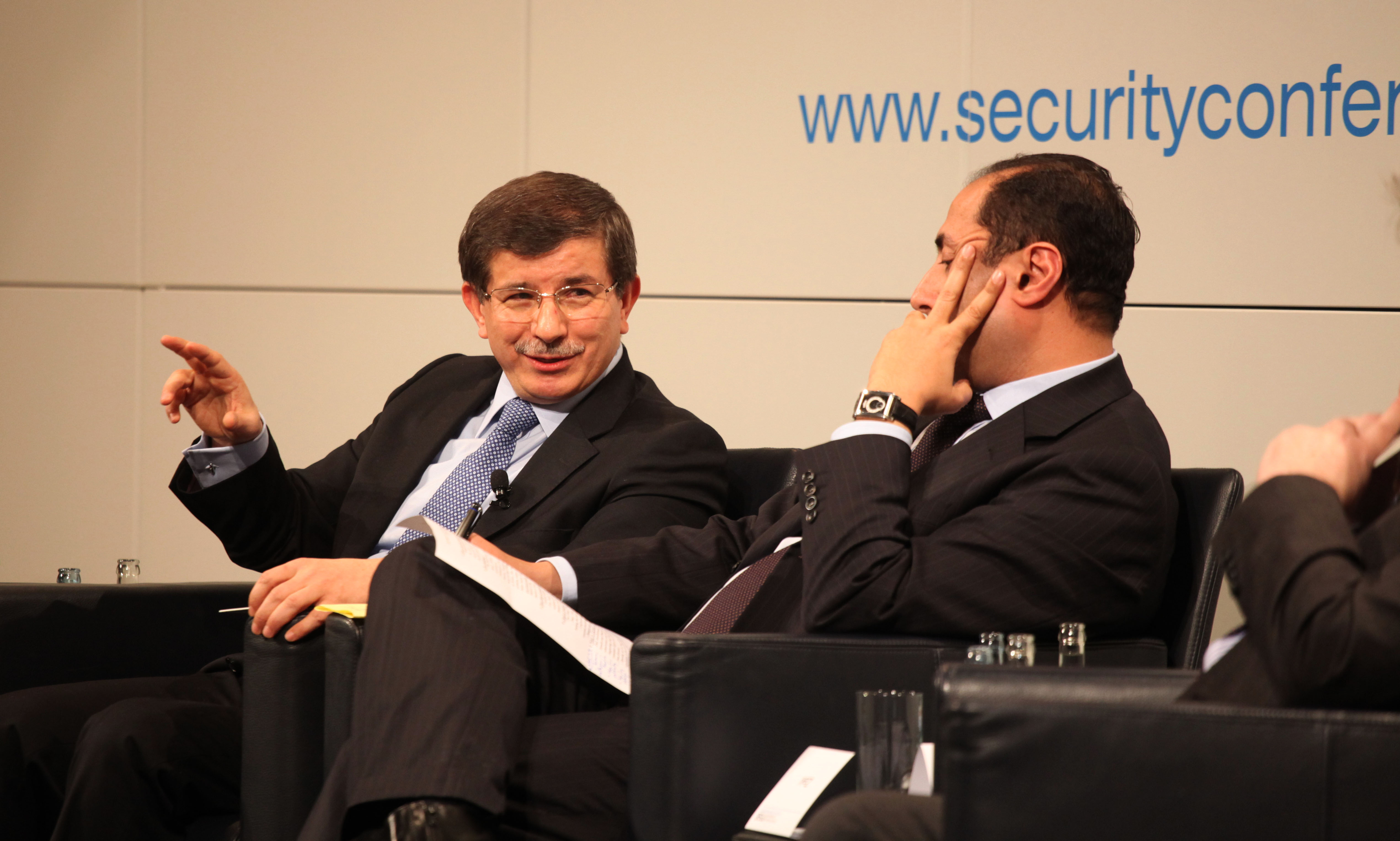
احمد داووداُغلو، وزیر امور خارجه و مشاورش

این واژه را یونانی‌ها پس از اشغال قبرس توسط ترکیه در ۱۹۷۴ ابداع کردند.
این واژه برای توصیف سیاست خارجی ترکیه در دورهٔ حزب عدالت و توسعه از ۲۰۰۲ به نخست‌وزیری رجب طیب اردوغان به‌کار رفته‌است. نوعثمانی‌گری، تغییری عمده از سیاست خارجیِ سنتیِ ترکیه و ایدئولوژی کمالیسم است. اولین قدم آن را می‌توان دولت تورگوت اوزال دانست.
سیاست خارجی کمالیست به غرب متمایل بود و منجر شد ترکیه از همسایگانش جدا شود. در مقابل، عثمانیسم نو سعی دارد جای پای ترکیه بین همسایگانش را، بدون از دست دادن تصویر بزرگ‌تر، محکم کند.
عثمانی در اوج خود بالکان، بیشتر خاورمیانهٔ کنونی و شمال آفریقا و قفقاز را در کنترل داشت. سیاست نوعثمانی درگیر شدنِ بیشترِ ترکیه در این مناطق را تشویق می‌کند.